# Вэйтояну, Артур
Артур Вэйтояну (рум. Arthur Văitoianu; 14 апреля 1864, Измаил, Бессарабская губерния — 17 июня 1956, Бухарест) — генерал румынской армии в Первой мировой войне.

## Биография
После окончания войны занялся политикой, занимал посты министра обороны (29 ноября 1918 — 26 сентября 1919), премьер-министра Румынии (4 сентября — 12 декабря 1919). Во время авторитарного режима, установленного королём Карлом II был назначен королевским советником.
На протяжении большой части своей политической карьеры был членом Национально-либеральной партии.
После Второй мировой войны был арестован коммунистической властью и лишён свободы на семь лет в тюрьме Сигет.
Умер в 1956 году и был похоронен рядом с мавзолеем маршала Авереску.

## Награды
- Орден Короны Румынии;
- Медаль «Avântul Țării»;
- Орден Михая Храброго.